# Hibbertia gracilipes
Hibbertia gracilipes är en tvåhjärtbladig växtart som beskrevs av George Bentham. Hibbertia gracilipes ingår i släktet Hibbertia och familjen Dilleniaceae. Inga underarter finns listade i Catalogue of Life.